# Peregrin Manich
Peregrin Manich, slovenski organist in zborovodja,  češkega rodu, * 29. oktober 1812, Úpice, Češka, † 15. april 1897, Maribor.   
Rodil se je v Úpicah (nemško Eipel) priTrutnovu. Več let je delal kot učitelj in samostanski organist v Admontu (Avstrija) ter kot stolni organist v Šentandražu v Labotski doliniu. Od leta 1847 je sodeloval s škofom Antonom Slomškom in mu svetoval na področju glasbe. S premestitvijo škofijskega sedeža se je tudi on preselil v Maribor. Tu je na bogoslovnem učiteljišču in na zavodu šolskih sester kot pomožni učitelj poučeval instrumentalne predmete. Nekaj časa je vodil tudi čitalniški pevski zbor in do leta 1892 delal kot organist. 